# GIRLS' ROCK 〜Tiara〜
『GIRLS' ROCK 〜Tiara〜』（ガールズ・ロック ティアラ）は、デーモン小暮のカバー・アルバム。

## 概要
avex移籍後3枚目のアルバムであり、1970年代から2000年代にオリコンチャート1位を獲得した女性ボーカリストの楽曲を中心にセレクトし、シアトリカル・ロックにアレンジしたアルバムとなっている。
初回限定盤にはDVDが付属している。

## 収録曲

### CD（初回限定盤・通常盤共通）
1. 熱くなれ
大黒摩季の1996年の楽曲。
テレビ東京系『スキバラ』エンディング・テーマ[4][5]。
2. 絶体絶命
山口百恵の1978年の楽曲。
3. そばかす
JUDY AND MARYの1996年の楽曲。
4. PIECE OF MY WISH
今井美樹の1991年の楽曲。
5. フレンズ
レベッカの1985年の楽曲。
6. 地上の星
中島みゆきの2000年の楽曲。
7. BELIEVE IN LOVE
LINDBERGの1991年の楽曲。
8. CAT'S EYE
杏里の1983年の楽曲。
9. 夢見る少女じゃいられない
相川七瀬の1995年の楽曲。
10. 私は風〜私は嵐
カルメン・マキ&OZの1975年の楽曲と、SHOW-YAの1989年の楽曲を組み合わせて、1つの楽曲としている。
11. DEPARTURES
globeの1996年の楽曲。

### DVD（初回限定盤のみ）
1. GIRLS' ROCK〜Tiara〜がよくわかるDVD
2. 熱くなれ（Full Version）（Music Clip）